# Теллурид платины
Теллурид платины — бинарное неорганическое соединение
платины и теллура
с формулой PtTe,
кристаллы,
не растворяется в воде.

## Получение
- В природе встречается минерал нигглиит — Pt(Sn, Te) с примесями Pd, Sb, Bi [3].

- Сплавление стехиометрических количеств чистых веществ:

{\displaystyle {\mathsf {Pt+Te\ {\xrightarrow {920^{o}C}}\ PtTe}}}

## Физические свойства
Теллурид платины образует кристаллы
ромбической сингонии,
параметры ячейки a = 0,66144 нм, b = 0,56360 нм, c = 1,1862 нм 
или
гексагональной сингонии,
пространственная группа P 63/mmc,
параметры ячейки a = 0,4111 нм, c = 0,5446 нм, Z = 2 со структурой типа NiAS.
Не растворяется в воде, р ПР = 87 .